# L'Arc-en-Ciel (映像作品)
『L'Arc-en-Ciel』（ラルク アン シエル）は、日本のロックバンド、L'Arc〜en〜Cielの自主制作ビデオ。1992年3月10日の難波ROCKETSでのライブ、および1992年3月16日の新宿LOFTでのライブで無料配布された。

## 解説
ロックバンド、L'Arc〜en〜Cielが初めて発表した公式作品で、1992年3月10日・16日に開催したライブで無料配布された映像作品となっている。
本作を配布した当時のL'Arc〜en〜Cielは、バンド結成当時のメンバー（hyde(Vo.)、hiro(Gt.)、tetsuya(Ba.)、pero(Dr.)）で構成されている。1992年6月12日にhiroがバンドを脱退したため、本作はhiroが在籍していたころのL'Arc〜en〜Cielが発表した最初で最後の作品となっている。ちなみに、本作発売当時の各メンバーのアーティスト名義は現在の表記と異なっている。本作のジャケット裏面にメンバー名が記載されているが、hydeはHyde、hiroはHiro、tetsuyaはTetsu、peroはPeroと表記されている。また、映像内では各メンバーのアーティスト名がすべて大文字で表記されている。余談だが、本作の1曲目に収録された「Claustrophobia -11.5 ROCKETS-」の冒頭部分に表示されたhydeの表記に限り、Vocal:HIDEと記載されている。
本作には、1991年から1992年にかけてライブで頻繁に披露していた楽曲「Claustrophobia」のライブ映像と、「I'm in Pain」が収録されている。「Claustrophobia」のライブ映像は、1991年11月5日の難波ROCKETS公演で演奏したテイクとなっており、「Claustrophobia -11.5 ROCKETS-」という表記で収録されている。また、ジャケットの裏面に記載された収録内容に印刷されていないが、最後のスタッフロールで「Nostalgia」という楽曲が使われている。ちなみに「I'm in Pain」と「Nostalgia」の2曲は、バンド結成直後に実施したレコーディングで録音した音源を使用している。結成直後に2曲のレコーディングを行った理由について、tetsuyaは「とりあえずデモテープがないとライブハウスにブッキングに行けないじゃないですか。そういうブッキングの為に」「最初から売り物としてなんていうのは全くなく、ブッキングする為のプロモーション用のテープ（として作った）」と述べている。
また、本作に収録された楽曲「Claustrophobia -11.5 ROCKETS-」「I'm in Pain」「Nostalgia」の3曲は、すべてhiroが作曲を担当している。ちなみにL'Arc〜en〜Cielは、hiroとperoがバンドから脱退した後、1993年1月28日から1stアルバム『DUNE』の制作に取り掛かることになったが、当初これらの曲をアルバムに入れることを考えていた。しかしhiroは、自身が別のバンドを組んだこともあってか、自身が作曲した楽曲を『DUNE』に収録することを拒んだという。こういった経緯もあり、この3曲は現在までL'Arc〜en〜Cielのアルバム作品に収録されていない。hydeは1996年に発売されたアーティストブックの中で「実はね、（『DUNE』は）レコーディングが決まってて収録もだいたい決まってて、当然ライブでやってた曲ばっかりだったんですけど、前のギターのhiroから、"俺の曲使わないでくれ"って言われて」「だから最初の（『DUNE』の）アルバムイメージはもっと攻撃的だったんですよ。「I'm in Pain」とか「No Truth」が入る予定だったから」と述懐している。
余談だが、hiroとperoはバンド脱退後もhyde、tetsuyaと交流がある。hydeは、2015年に自身が所属するロックユニット、VAMPSで開催したライブに、hiroとperoを招待している。さらに同年、hiroとperoは、tetsuyaがソロ名義で開催したライブ「CÉLUXE NIGHT」にシークレットゲストとして出演している。このライブでは、tetsuya、hiro、peroがステージ上で約23年ぶりに共演し、「I'm in Pain」と「Dune」をサプライズでセッションしている。

## リリース

### リリースの経緯
L'Arc〜en〜Cielは結成直後から、デモテープの公式販売を一切行わないスタンスを取っていた。後年tetsuyaは、アマチュア時代にデモテープを売らなかった理由について「他のバンドはすぐデモテープとか売っちゃうんですよね。デモテープを売って曲を知ってもらうわけですけど、僕らはデモテープを売ったことはないんですよ」「本当にライブに来ないと聴けないっていうやり方をしてましたね」と語っている。
ただ、バンドを結成して以降、一向に音源をリリースしなかったため、ライブ来場者やレコード会社から「CD・ビデオを出してほしい」という要望が多くあったという。こういった要望に対応するため、このビデオを"ライブ来場者だけ"に"無料"で"プレゼント"するかたちでリリースに踏み切った経緯がある。なお、本作のジャケット裏面には"NOT FOR SALE"という記載がされており、この作品が非売品であることが明示されている。
余談だが、現在オークションなどで出品されているL'Arc〜en〜Cielのデモテープは、ライブハウスに提出したブッキングプロモーション用テープが流出したもの、所属事務所やレコード会社の関係者が横流ししたもの、もしくはそれらをオークションの購入者が独自で再編集したものであり、いずれにしても全てのデモテープは非公式作品に位置付けられている。

### リリース形態
本作は約500本限定で、VHS規格により生産・配布されている。ライブの来場者にのみ配布されたため、現在では極めて入手困難なアイテムとなっている。なお、前述のように、本作の収録曲は他のアルバム作品で聴くことができないため、本作をコピーした海賊盤がオークションサイトなどで出回ることとなった。ただ、2011年に発表したベストアルバム『TWENITY BOX』の付属DVDに、本作の映像の一部が約19年越しで収録されている。
また、本作のパッケージのデザインは、過去にデザイナーを志していたことのあるhydeが手掛けている。後年hydeは、本作のジャケットデザイン制作を振り返り「当然Macとか無いからすごく時間がかかるんですよ、ひとつひとつに。さりげないデザインでも、すごい時間がかかった」と述懐している。

## 収録曲
1. Claustrophobia -11.5 ROCKETS-
  - 作詞: HYDE / 作曲: HIRO

結成当時のL'Arc〜en〜Cielがライブで頻繁に演奏していた楽曲「Claustrophobia」のライブ映像。この映像に使われている音源は、1991年11月5日の難波ROCKETS公演で演奏したテイクとなっている。ただ、本作に収録されたライブ映像はフルサイズ収録ではなく、曲の途中でカットされている。
この曲は、1993年4月に発表した1stアルバム『DUNE』に収録された「Shutting from the sky」の原曲となっている[6]。この曲と「Shutting from the sky」を比較すると、サビの歌メロで似ているところを確認できるが、メロディのほとんどが作り直され、歌詞も大きく変更されていることがわかる。また、『DUNE』を制作する前にhiroとperoが脱退し、新たにkenとsakuraがバンドに加入したため、各楽器が奏でるフレーズも大幅に変わっている。ちなみに、この曲のタイトルは英語で「閉所恐怖症」を意味している。
2. I'm in Pain
  - 作詞: HYDE / 作曲: HIRO

ダークかつハードなロックナンバー。結成当時のL'Arc〜en〜Cielのライブにおいて、スタンダード・ナンバーのひとつとして頻繁に演奏されていた楽曲。1995年に受けたインタビューにおいてtetsuyaは、この曲について「ライブですごい盛り上がる[7]」と語っている。また、hydeは「ラルクにとって、初めの1曲[7]」「クールで攻撃的な曲[7]」とこの曲を表現しており、メンバーはこの曲を「L'Arc〜en〜Cielのスタートになった曲」として捉えていることがうかがえる。ちなみに、hiroと入れ替わるかたちでバンドに加入したkenは、この曲の印象について「ハードな曲[7]」と述べている。
本作に収録された音源は、1991年のバンド結成直後に行ったレコーディングで録音したものとなっている[1]。なお、このレコーディングでは、本作のスタッフロールで使われている楽曲「Nostalgia」も録音されている。tetsuyaは、2004年に発売したインタビュー本『哲学。』で、この時のレコーディングを振り返り「ラルクを結成して、初めて作ったデモ・テープで、2曲録ってるんですよ。ラルクってデモ・テープを売ったことは1回もないんですけど、ライブをブッキングするために、ライブハウスの人に聞いてもらう用にってことで録った。そのとき、すごいポップな曲とハードな曲を録ったんですよ。両極端な世界[8][9]」と語っている。
余談だが、本作には収録曲の歌詞が記載された歌詞カードは収められていない。ただ、この曲に限り、1992年7月24日にチキンジョージで開催したライブなどで、来場者向けに歌詞カードが無料配布されている。
また、作曲者であるhiroとperoがバンドを脱退し、kenとsakuraが加入して以降、この曲はL'Arc〜en〜Cielのライブで演奏される頻度が低くなっていったが、1995年1月25日に難波ROCKETSで開催したファンクラブ発足記念ライブ「Ciel/winter '95」のシークレット公演で久々に演奏されている[10]。ちなみに、このシークレットライブではこの曲以外に「No Truth」も久々に披露されている[10]。ただ、このシークレットライブ以降、「I'm in Pain」は再び演奏されなくなった。そして年月が経った2006年11月25日に、バンド結成15周年を記念し東京ドームで開催したライブ「15th L'Anniversary Live」において「I'm in Pain」が約11年ぶりに演奏された。yukihiroが加入してからのL'Arc〜en〜Cielとしては、この公演が「I'm in Pain」の初めての演奏の場となった。なお、この演奏の模様は、ライブビデオ『15th L'Anniversary Live』に収録されている。また、tetsuyaが2015年7月23日にソロ名義で開催したライブ「CÉLUXE NIGHT」において、tetsuya、hiro、peroで「I'm in Pain」と「Dune」のセッションを披露している[3]。こういった背景もあり、アルバムに収録されなかったインディーズ時代の楽曲の中で、この曲はL'Arc〜en〜Cielのリスナーからの認知度が比較的に高い曲となっている。
余談だが、この曲はL'Arc〜en〜Cielの公式作品に収録された楽曲の中で、「Dune」と同様に、”L'Arc〜en〜Cielに在籍したことがあるメンバー7人全員が演奏したことのある数少ない楽曲のひとつ”となっている。ただ、前述の1995年行ったシークレットライブの模様は商品化されていないため、sakuraが叩いているテイクは公式作品の音源に残っていない。
3. Nostalgia (staff roll)
  - 作詞: HYDE / 作曲: HIRO

鐘の音ようなサウンドが随所に取り入れられたメロディアスなナンバー。この曲はフルサイズ収録ではなく、曲の一部をスタッフロールに使用するかたちで収録されている。そのため、この曲のタイトルは、ジャケットの裏面に記載された収録内容に書かれていない。
本作に収録された音源は、1991年のバンド結成直後に行ったレコーディングで録音したものとなっている[1]。なお、このレコーディングでは、本作の2曲目に収録された楽曲「I'm in Pain」も録音されている。
この曲は「I'm in Pain」と同様に、結成当時のL'Arc〜en〜Cielのライブにおいてスタンダード・ナンバーのひとつとして演奏されていたが、作曲者のhiroが脱退して以降はセットリストに入ることがほぼなくなった。そしてL'Arc〜en〜Cielがメジャーデビューして以降は、一度もライブで演奏されていない。